# 保安条例
保安条例（ほあんじょうれい）は、1887年12月25日に制定、発布され、即日施行された勅令である（明治20年勅令第67号）。全7条。1898年6月25日、保安条例廃止法律（明治31年法律第16号）により廃止されたが、同法の機能は集会及政社法（明治26年4月14日法律第14号）に、労働運動の規制という新たな機能を付加した上で、2年後の1900年3月10日に制定された治安警察法によって発展的に引き継がれた。

## 概要
自由民権運動を弾圧するための法律で、治安警察法や治安維持法と列んで戦前日本における弾圧法の一つ。集会条例同様、秘密の集会・結社を禁じた。また、内乱の陰謀・教唆、治安の妨害をする恐れがあるとされた自由民権派の人物が、同条例第4条の規定に従って皇居から3里（約11.8km）以外に退去させられ、3年以内の間その範囲への出入りや居住を禁止された。これにより退去を命じられた者は、明治20年12月26日夜から28日までに総計570人と称されている。半数近くの224人が土佐出身であった。この条例により東京を退去させられた主な人物には、尾崎行雄、星亨、林有造、中江兆民、片岡健吉、北川貞彦、光永星郎、中島湘煙、中島信行、横川省三、山本幸彦、岩崎万次郎、奥村多喜衛らがいる。片岡、星、西山志澄、細川義昌、武市安哉、安藝喜代香、坂本直寛、楠目玄、荒川高俊らは退去を拒否して石川島監獄に収監された。
当日各警察署の巡査の半数は芝公園弥生社での忘年会に参加していたが、総員引揚の命が発せられて、諸志士が拘留された。退去者の多くは横浜、浦和に退去せられたが、東京市中の混雑は非常なもので、赤坂仮皇居は近衛砲兵2大隊で警衛せられ、また大官の公私邸のあった麹町区内は警戒を厳にした。
また、保安条例は拡大解釈によって、民間で憲法の私案（所謂私擬憲法）を検討する事を禁じた。結果、私擬憲法が政府に持ち寄られて議論されず、逆に弾圧の対象となったため、『大日本帝国憲法』には一切盛り込まれなかった。
なお、同条例が適用された著名な例としては明治25年の第2回衆議院議員総選挙の時の高知県などがある。
1891年1月13日に、警視総監は、壮士など54名に保安条例を適用し、議会開会中皇居三里外に退去を命令し、2月11日に、さらに8名に退去命令を出した。
1892年2月9日に、内閣は、高知県下に保安条例の一部を20日間適用する旨交付した（閣令）。選挙戦劇化のために即日施行された。2月23日に、佐賀県杵島、藤津2郡にも15日間施行を公布した（閣令）。
5月21日に、在京の民党系壮士ら143名に、退去命令、30日にも、37名に退去命令。